# Каолінізація
Каолінізація — заміщення в гірських породах алюмосилікатів на каолініт під впливом вод, які містять кислоти. Внаслідок каолінізації первинні породи (граніти, ґнейси та ін.) перетворюються на товщі каоліну.